# Brettanomyces
Genre
Brettanomyces (communément appelées « Brett ») est un genre de levures de la famille des Pichiaceae.

## Liste d'espèces
Selon NCBI (juillet 2019) :
- Brettanomyces acidodurans
- Brettanomyces anomalus
- Brettanomyces bruxellensis
  - Brettanomyces bruxellensis AWRI1499
  - Brettanomyces bruxellensis CBS 2499
  - Brettanomyces bruxellensis LAMAP2480
- Brettanomyces aff. bruxellensis D3955
- Brettanomyces custersianus
- Brettanomyces cf. custersianus EVN 1230
- Brettanomyces naardenensis
- Brettanomyces nanus
- Brettanomyces sp.
- Brettanomyces sp. DCY-2016
- Brettanomyces sp. NCAIM Y.02178
- Brettanomyces sp. NCIM 3364

## Écologie
On retrouve en particulier l'espèce bruxellensis en œnologie et zythologie. 
Dans le vin, elle est responsable de défauts, dans la bière elle permet la fermentation de certaines bières de type lambic.